# باربر درجه ۱ (فیلم ۱۹۹۵)
باربر درجه ۱ (به هندی: Coolie No. 1) فیلمی محصول سال ۱۹۹۵ و به کارگردانی دیوید دهاوان است. در این فیلم بازیگرانی همچون گوویندا، کاریسما کاپور، قادرخان، شاکتی کاپور، کولبوشان کارباندا ایفای نقش کرده‌اند.
در سال ۲۰۲۰ این فیلم با همین نام بازسازی شد.